# Comisión Asesora Presidencial sobre Integridad Electoral
La Comisión Asesora Presidencial sobre Integridad Electoral (PEIC o PACEI) fue una comisión presidencial creada bajo la Administración de Donald Trump el 11 de mayo de 2017. Esta comisión tenía como objetivo revisar las presuntas irregularidades producidas en las Elecciones presidenciales de Estados Unidos de 2016, analizar los sistemas de voto y presentar un informe al presidente en el 2018. El Presidente Donald Trump denunció públicamente la posibilidad de que se cometiera fraude electoral en estos comicios al permitirse que millones de inmigrantes en situación irregular ejercieran el voto, a pesar de que hasta el momento no se han hallado evidencias que respalden esta tesis.
La Comisión estaba presidida por el vicepresidente Mike Pence, pero su administración del día a día recayó en el exsecretario de estado de Kansas Kris Kobach, que fue nombrado vicepresidente de la Comisión y que actuó como presidente de facto de esta.
La creación de esta comisión fue ampliamente criticada por activistas de Derechos Humanos, académicos y expertos, pues consideraban que esta medida suponía un intento de llevar a cabo una serie de movimientos desde el gobierno relacionados con el aumento y la institucionalización la supresión del derecho al voto.
La Comisión Asesora Presidencial sobre Integridad Electoral fue disuelta el 3 de junio de 2018. En una nota de prensa publicada por la Casa Blanca se criticaba a los Estados federados por negar "información básica relevante" para la Comisión. Asimismo, el presidente Trump ordenó transferir la investigación al Departamento de Seguridad Nacional (DHS), que tiene reconocida la competencia en la revisión de posibles fraudes electorales y el registro de inmigrantes. Además, desde el DHS también se informó de que Kris Kobach no participaría en futuras investigaciones de este tipo y que se destruiría toda la información electoral previamente recopilada por la Comisión.

## Precedentes

### Comisión Bush
Las acusaciones de fraude electoral en unas Elecciones Presidenciales no son extrañas en Estados Unidos. Tras la victoria del presidente George W. Bush en las Elecciones Presidenciales de Estados Unidos de 2000 se creó una comisión similar a esta. Finalmente, en un plazo de cinco años, apenas llegó a detectar 120 votos ilegales en todo el país, de entre un electorado que superaba los 200 millones de personas.

### Campaña a las elecciones presidenciales de Donald Trump (2016)
Durante la campaña electoral, Donald Trump afirmó en numerosas ocasiones que en Estados Unidos se producía fraude electoral. En las semanas anteriores a que se celebraran los comicios presidenciales, Trump hizo un llamamiento a sus partidarios para que se presentasen voluntarios como observadores electorales, afirmando que las elecciones estaban amañadas, sobre todo en centros urbanos.
Este discurso fue criticado desde numerosas esferas, ya que se consideraba que Trump estaba empleando una retórica intimidatoria contra los votantes de minorías étnicas y evitar así que depositaran su voto. Numerosas organizaciones, incluyendo el Partido Democráta y defensores de los derechos civiles vieron en esta actitud una violación de la Ley de derecho de voto de 1965 y la Ley de derechos civiles de Estados Unidos de 1871.

### Tras las elecciones
Los comicios presidenciales de 2016 dieron la victoria a Donald Trump, que consiguió 304 de los 538 votos del Colegio Electoral de Estados Unidos. Sin embargo, perdió en voto directo (o voto popular) con el 46,1% de los sufragios (frente al 48,2% de los votos obtenidos por su contrincante Hilary Clinton), lo que le convierte en el quinto candidato presidencial en obtener la victoria perdiendo en voto directo y el primero en hacerlo por tanto margen. Clinton había recibido casi tres millones más de votos (65.853.514 frente a 62.984.828) en las elecciones generales que Trump, dando a Clinton una ventaja de voto popular de más del 2% sobre Trump.
El 28 de noviembre de 2016 Trump tuiteó: "Además de ganar en el Colegio Electoral por una aplastante mayoría absoluta, gané también en el voto popular si se descuentan a las millones de personas que votaron ilegalmente". Desde entonces, Trump ha repetido en varias ocasiones que entre tres y cinco millones de personas votaron ilegalmente en las elecciones presidenciales de 2016. El 25 de enero de 2017, Trump anunció: "Solicitaré una gran investigación sobre el fraude electoral, incluyendo a todos aquellos que se hayan registrado en dos estados para votar, los votantes ilegales e, incluso, a aquellos que están registrados para votar pero que están muertos (desde hace mucho tiempo". Dependiendo de los resultados fortaleceremos los procedimientos de votación".

## Creación
La Comisión Asesora Presidencial sobre Integridad Electoral fue creada a través de una orden ejecutiva firmada por Donald Trum el 11 de mayo de 2017 (E.O. 13799, 82 FR 22389), cumpliendo así con la promesa electoral del presidente de investigar los casos fraudulentos y/o impropios de registros de votantes y de votaciones. Desde la Casa Blanca se aseguró que esta comisión elaboraría un informe final con los hechos investigados y que sería entregado al Presidente en 2018. Asimismo, también se aseguró que la creación de esta comisión tendría un impacto mínimo en el presupuesto del Gobierno Federal.
Puntos principales que se reflejan en su documento fundacional:
- El Vicepresidente de los Estados Unidos presidirá la Comisión
- El Presidente de los Estados Unidos designará a los miembros de la Comisión. El Vicepresidente podrá elegir un Vicepresidente de la Comisión
- La Comisión terminará 30 días después de presentar su informe final al Presidente

### Funciones
De acuerdo con la orden ejecutiva 13799, las funciones de la Comisión Asesora Presidencial sobre Integridad Electoral son las siguientes:

La Comisión, en consonancia con el derecho aplicable y la Orden, estudiará los procesos de registro y votación utilizados en las elecciones federales. La Comisión será únicamente de carácter consultivo y presentará un informe al Presidente de los Estados Unidos ("Presidente") que identifica lo siguiente:

- Las leyes, normas, políticas, actividades, estrategias y prácticas que mejoren la la confianza del pueblo americano en la integridad de los procesos de votación utilizados en las elecciones;
- las leyes, normas, políticas, actividades, estrategias y prácticas que socaven la la confianza del pueblo americano en la integridad de los procesos de votación utilizados en las elecciones; y
- las vulnerabilidades de los sistemas y prácticas de votación utilizados para las elecciones federales que podrían dar lugar a inscripciones indebidas de votantes y votaciones improcedentes, incluso fraudulentas inscripciones de votantes y votaciones fraudulentas

Orden Ejecutiva 13799

### Miembros
| Miembro                    | Nombre             | Nacimiento                                        | Cargo          | Experiencia |
| -------------------------- | ------------------ | ------------------------------------------------- | -------------- | --- |
| Foto oficial de Mike Pence | Mike Pence         | 7 de junio de 1959 Columbus, Indiana              | Presidente     | Vicepresidente de los Estados Unidos Gobernador de Indiana                                                     |
|                            | Kris Kobach        | 26 de mayo de 1966 Madison, Wisconsin             | Vicepresidente | Secretario del Estado de Kansas                                                                                |
|                            | J. Christian Adams | 1968 Hempfield, Pensilvania                       | Vocal          | Abogado del Departamento de la División de Derechos Civiles del Departamento de Justicia de los Estados Unidos |
|                            | Ken Blackwell      | 28 de febrero de 1948 Alliance, Ohio              | Vocal          | Secretario de Estado de Ohio                                                                                   |
|                            | Matthew Dunlap     | 26 de noviembre de 1964 Bar Harbor, Maine         | Vocal          | Secretario de Estado de Maine                                                                                  |
|                            | Bill Gardner       | 26 de octubre de 1948 Mánchester, Nuevo Hampshire | Vocal          | Secretario de Estado de Nuevo Hampshire                                                                        |
|                            | Alan Lamar King    |                                                   | Vocal          | Juez de Sucesiones del Condado de Jefferson, Alabama                                                           |
|                            | Connie Lawson      | 20 de abril de 1949 Indianapolis, Indiana         | Vocal          | Secretaria de Estado de Indiana                                                                                |
|                            | Christy McCormick  |                                                   | Vocal          | Miembro de la Comisión de Asistencia Electoral de los Estados Unidos                                           |
|                            | Mark Rhodes        |                                                   | Vocal          | Secretario Municipal del Condado de Wood, Virginia Occidental                                                  |
|                            | Hans von Spakovsky | 11 de marzo de 1959 Huntsville, Alabama           | Vocal          | Exmiembro de la Comisión Electoral Federal                                                                     |
|                            | Luis Borunda       |                                                   | Vocal          | Vicesecretario de Estado de Maryland                                                                           |
|                            | David K. Dunn      |                                                   | Vocal          | Exrepresentante de la Cámara de Representantes de Arkansas                                                     |

Dunlap y Gardner, los dos secretarios de estado demócratas de la comisión, afirmaron públicamente que esperaban que la comisión investigara la interferencia rusa en las elecciones de 2016, pero Kobach contestó que no creía que la investigación de la comisión fuera en esa dirección.

#### Sobrerrepresentación de los republicanos
A diferencia de las anteriores comisiones presidenciales sobre elecciones y votaciones, ni la dirección ni el control del órgano se reparte por igual entre los partidos Demócrata y Republicano y su composición no está dividida por igual. Pence y Kobach, el presidente y el vicepresidente de la comisión, son ambos republicanos, que aventajan 7 a 4 (originalmente de 8 a 5) a los demócratas. La proporción que favorece a los republicanos aumentó a 7 a 4 cuando David K. Dunn murió en octubre de 2017. También en octubre de 2017, dos de los cuatro demócratas de la comisión, Dunlap y King, enviaron cartas separadas al personal de la comisión quejándose de que no se les mantiene informados de las actividades de la comisión.

#### Controversias
Hans von Spakovsky, director de la Iniciativa de Reforma de la Ley Electoral de la Fundación Heritage, ha sido identificado por la prensa como uno de los promotores del mito de que el fraude de los votantes demócratas es habitual y que esto les ayuda a ganar elecciones. Von Spakovsky cita a una investigación realizada en 2000 por el Atlanta Journal-Constitution, que pretendía encontrar 5.400 casos de personas fallecidas en Georgia que habían votado en los últimos veinte años. El Journal-Constitution revisó posteriormente sus conclusiones, señalando que no tenía pruebas de que ni siquiera una sola papeleta hubiera sido emitida por una persona fallecida y que la gran mayoría de los casos en cuestión se debían a errores administrativos.
En una entrevista con el New Yorker, von Spakovsky citó a dos estudiosos que, según él, podían corroborar que el fraude en la imitación de votantes estaba muy extendido: Robert Pastor de la Universidad Americana y Larry Sabato de la Universidad de Virginia. Pastor y Sabato dijeron que sólo apoyarían las leyes de identificación de votantes si esas identificaciones se emitieran sin costes para los votantes y se adquirieran sin dificultad sustancial. Sabato cree que la suplantación de la identidad de los votantes es "relativamente rara hoy en día", sin embargo, en un artículo de la Heritage Foundation de 2011, von Spakovsky se refirió una vez más a Sabato como un investigador cuyos estudios establecieron la existencia de un amplio fraude electoral. 

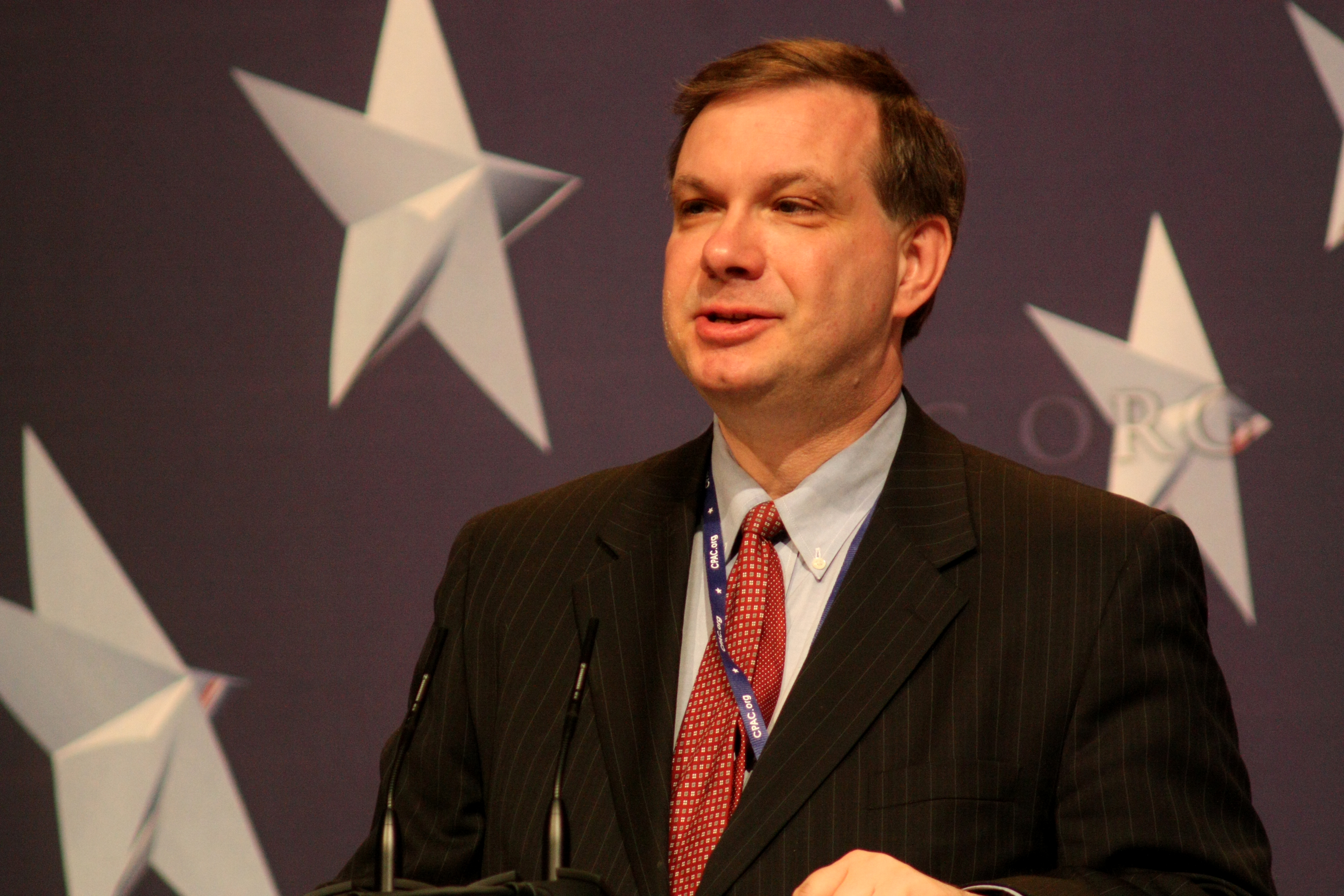
John Fund en la CPAC en 2010

Von Spakovsky también menciona el libro "Stealing Elections" del columnista conservador John Fund, cuyas afirmaciones sobre fraude electoral han sido ampliamente desacreditadas. Von Spakovsky describe los esfuerzos de Kobach para exponer la presunta existencia de un amplio fraude electoral como "una investigación cuidadosamente descrita", aunque también se ha comprobado que las afirmaciones de Kobach no tienen base alguna. En un correo electrónico, von Spakovsky instó al fiscal general de los Estados Unidos, Jeff Sessions, a no nombrar a ningún demócrata, "republicano moderado y/o académico" para la Comisión. Según Richard L. Hasen, experto en derecho electoral de la Universidad de California en Irvine, "hay un número de personas que han promovido activamente afirmaciones falsas y exageradas de fraude electoral y que han usado eso como pretexto para argumentar a favor de normas más estrictas de votación e inscripción. Y Von Spakovsky está a la cabeza de la lista". El profesor Hasen afirmó que el nombramiento de Spakovsky era como un insulto del presidente para aquellos individuos que son "serios en cuanto a arreglar los problemas de nuestras elecciones".
Ken Blackwell, el Secretario de Estado de Ohio durante dos mandatos, es otro de los nombramientos más controvertidos. Su permanencia en este  cargo estuvo plagada de controversias, como la presentación de numerosas demandas en su contra, acusaciones de conflictos de intereses y la creación de impedimentos para votar, especialmente para las minorías. Blackwell también declaró que haría cumplir una ley estatal que decretaba que a toda persona que se presentara en un centro de votación con intención de votar, pero cuyo registro no pudiera ser confirmado, sólo se le daría un voto provisional. Si después se comprobaba que esas personas habían intentado votar en el recinto equivocado, su voto provisional se desecharía. Ordenó a los trabajadores electorales que se negaran a distribuir papeletas provisionales a menos que estuvieran satisfechos con la residencia del votante. El Partido Demócrata presentó rápidamente una demanda, alegando que sus acciones estaban deliberadamente "destinadas a privar del derecho de voto a los votantes de las minorías". El 21 de octubre de 2004, el Juez Principal del Tribunal de Distrito de los Estados Unidos para el Distrito Norte de Ohio, James G. Carr, emitió una orden rechazando las directrices dadas por Blackwell.

## Trabajos

### Recopilación de datos

#### Primer requerimiento
El 28 de junio de 2017, Kris Kobach,  junto con el Departamento de Justicia, escribió una carta a los máximos responsables electorales de cada estado pidiéndole que entregara los datos de los votantes para ayudar en la búsqueda de pruebas de irregularidades. Además de información como los nombres, direcciones y afiliaciones partidarias de todos los votantes registrados, Kobach buscó fechas de nacimiento, registros de condenas por delitos graves, historiales de votación de la última década y los últimos cuatro dígitos de los números de seguridad social de todos los votantes. Muchos responsables electorales afirman que nunca recibieron la solicitud y otros afirmaron que sólo recibieron la solicitud a través de un mensaje reenviado por otro secretario de estado. 
La carta no se hizo pública y sólo se dio a conocer después de que Vanita Gupta, Presidenta y Directora Djecutiva de la Conferencia de Liderazgo sobre Derechos Civiles y Humanos, tuiteara una imagen de la carta al día siguiente de su redacción. Junto con la imagen de la carta, escribió "Pence y Kobach están sentando las bases para la supresión de los votantes, simple y llanamente" Unas horas después del tuit de Gupta, Kobach confirmó al Kansas City Star que la carta era auténtica.
Kobach proporcionó una dirección de correo electrónico y un sitio web para que el funcionario electoral pudiera presentar electrónicamente los datos personales de los votantes. La dirección de correo electrónico carecía de la tecnología básica de cifrado y se comprobó que era insegura.
La solicitud puede haber violado la Ley federal de reducción de trámites porque no se presentó a la Oficina de Información y Asuntos Reglamentarios (OIRA) antes de que se hiciera a los estados. La presentación a la OIRA habría requerido una justificación y una explicación de cómo se utilizarían y protegerían los datos. Además, la solicitud no venía acompañada de una estimación de cuántas horas tardarían los estados en responder. Los expertos opinaron los estados no estarían obligados a responder al tratarse de una posible violación de la privacidad de los datos.
En enero de 2018, se informó que la Comisión, en sus solicitudes de datos de los votantes de Texas, había pedido específicamente datos que identificaran a los votantes con apellidos hispanos.

#### Segundo requerimiento
El 25 de julio, Kobach seguró en el periódico Kansas City Star que tenía la intención de enviar otra solicitud para que los estados remitieran los datos de los votantes, después de recibir un fallo favorable en una demanda presentada por el Centro de Información de Privacidad Electrónica. El tribunal había fallado en contra de la moción del Centro para impedir que la comisión intentara recopilar los datos, afirmando que la Comisión sólo había hecho una solicitud y no una demanda o un intento de forzar. La carta fue enviada al día siguiente, y se diferenciaba de la primera solicitud por la adición "si la ley estatal permite que la información sea pública". El Secretario de Estado de California anunció que se negaría a cumplir con la segunda solicitud.

#### Respuestas de los estados
Tanto desde el Partido Demócrata como desde el Republicano hubo una inmediata reacción y rechazo de las investigaciones, lo que se tradujo en que la mayoría de los estados rechazaran rápidamente las solicitudes enviadas por Kobach. En particular, Kobach, Dunlap y Lawson (quienes también sirven como secretarios de estado de Kansas, Maine e Indiana respectivamente, siendo Indiana el estado natal de Mike Pence) indicaron que sus leyes estatales les prohibían cumplir. Algunos estados se ofrecieron a proporcionar sólo la información que ya se ha hecho pública o está disponible para su compra. Ningún estado ha dicho que cumplirán plenamente con la lista de exigencias. En respuesta, el presidente Trump hizo una declaración en Twitter, "Numerosos estados se niegan a dar información al muy distinguido PANEL DE FRAUDE DE VOTANTES. ¿Qué están tratando de ocultar?"
| Respuestas a la demanda de petición de datos | Respuestas a la demanda de petición de datos | Respuestas a la demanda de petición de datos | Respuestas a la demanda de petición de datos | Respuestas a la demanda de petición de datos |
| Estado                                       | Responsable electoral                        | Partido                                      | ¿Recibió la carta?                           | Contestación oficial                         |
| -------------------------------------------- | -------------------------------------------- | -------------------------------------------- | -------------------------------------------- | -------------------------------------------- |
| Alabama                                      | John Merrill                                 | Republicano                                  | Sí                                           | Proveerá con coste                           |
| Alaska                                       | Byron Mallott                                | Demócrata                                    | Sí                                           | Proveerá                                     |
| Arizona                                      | Michele Reagan                               | Republicano                                  | Sí                                           | No proveerá                                  |
| Arkansas                                     | Mark Martin                                  | Republicano                                  | Sí                                           | Proveerá                                     |
| California                                   | Alex Padilla                                 | Demócrata                                    | Sí                                           | No proveerá                                  |
| Colorado                                     | Wayne Williams                               | Republicano                                  | Sí                                           | Proveerá                                     |
| Connecticut                                  | Denise Merrill                               | Demócrata                                    | Sí                                           | No proveerá                                  |
| Delaware                                     | Jeffrey Bullock                              | Demócrata                                    | Sí                                           | No proveerá                                  |
| District of Columbia                         | Lauren Vaughan                               | Demócrata                                    | Sí                                           | No proveerá                                  |
| Florida                                      | Ken Detzner                                  | Republicano                                  | Sí                                           | Proveerá                                     |
| Georgia                                      | Brian Kemp                                   | Republicano                                  | Sí                                           | Proveerá con coste                           |
| Hawaii                                       | Shan Tsutsui                                 | Demócrata                                    | No                                           |                                              |
| Idaho                                        | Lawerence Denney                             | Republicano                                  | Sí                                           | Quizá                                        |
| Illinois                                     | Jesse White                                  | Demócrata                                    | Sí                                           | No proveerá                                  |
| Indiana                                      | Connie Lawson                                | Republicano                                  | Sí                                           | Proveerá                                     |
| Iowa                                         | Paul Pate                                    | Republicano                                  | Sí                                           | Proveerá con coste                           |
| Kansas                                       | Kris Kobach                                  | Republicano                                  | Sí                                           | Proveerá                                     |
| Kentucky                                     | Alison Grimes                                | Demócrata                                    | Sí                                           | No proveerá                                  |
| Louisiana                                    | Tom Schedler                                 | Republicano                                  | Sí                                           | Proveerá con coste                           |
| Maine                                        | Matthew Dunlap                               | Demócrata                                    | Sí                                           | No proveerá                                  |
| Maryland                                     | John Wobensmith                              | Republicano                                  | Sí                                           | No proveerá                                  |
| Massachusetts                                | William Galvin                               | Demócrata                                    | Sí                                           | No proveerá                                  |
| Míchigan                                     | Ruth Johnson                                 | Republicano                                  | Sí                                           | Proveerá                                     |
| Minnesota                                    | Steve Simon                                  | Demócrata                                    | Sí                                           | No proveerá                                  |
| Misisipi                                     | Delbert Hosemann                             | Republicano                                  | No, pero reenviada                           | No proveerá                                  |
| Missouri                                     | Jay Ashcroft                                 | Republicano                                  | Sí                                           | Proveerá                                     |
| Montana                                      | Corey Stapleton                              | Republicano                                  | No                                           |                                              |
| Nebraska                                     | John Gale                                    | Republicano                                  | Sí                                           | No proveerá                                  |
| Nevada                                       | Barbara Cegavske                             | Republicano                                  | Sí                                           | Proveerá                                     |
| New Hampshire                                | Bill Gardner                                 | Demócrata                                    | Sí                                           | Proveerá                                     |
| New Jersey                                   | Kim Guadagno                                 | Republicano                                  | Sí                                           | Quizá                                        |
| New Mexico                                   | Maggie Toulouse Oliver                       | Demócrata                                    | No, pero reenviada                           | No proveerá                                  |
| New York                                     | Cesar Perales                                | Demócrata                                    | Sí                                           | No proveerá                                  |
| North Carolina                               | Elaine Marshall                              | Demócrata                                    | Sí                                           | Proveerá                                     |
| North Dakota                                 | Al Jaeger                                    | Republicano                                  | Sí                                           | No proveerá                                  |
| Ohio                                         | Jon Husted                                   | Republicano                                  | Sí                                           | Proveerá                                     |
| Oklahoma                                     | Dave Lopez                                   | Republicano                                  | Sí                                           | Proveerá                                     |
| Oregón                                       | Dennis Richardson                            | Republicano                                  | Sí                                           | Proveerá con coste                           |
| Pennsylvania                                 | Pedro Cortés                                 | Demócrata                                    | Sí                                           | Quizá                                        |
| Rhode Island                                 | Nellie Gorbea                                | Demócrata                                    | Sí                                           | Proveerá                                     |
| South Carolina                               | Mark Hammond                                 | Republicano                                  | No, pero reenviada                           | Proveerá                                     |
| South Dakota                                 | Shantel Krebs                                | Republicano                                  | Sí                                           | No proveerá                                  |
| Tennessee                                    | Tre Hargett                                  | Republicano                                  | Sí                                           | No proveerá                                  |
| Texas                                        | Rolando Pablos                               | Republicano                                  | Sí                                           | Proveerá                                     |
| Utah                                         | Spencer Cox                                  | Republicano                                  | Sí                                           | Proveerá                                     |
| Vermont                                      | Jim Condos                                   | Demócrata                                    | Sí                                           | No proveerá                                  |
| Virginia                                     | Kelly Thomasson                              | Demócrata                                    | Sí                                           | No proveerá                                  |
| Washington                                   | Kim Wyman                                    | Republicano                                  | Sí                                           | Quizá                                        |
| West Virginia                                | Mac Warner                                   | Republicano                                  | Sí                                           | Proveerá con coste                           |
| Wisconsin                                    | Doug La Follette                             | Demócrata                                    | Sí                                           | Proveerá con coste                           |
| Wyoming                                      | Ed Murray                                    | Republicano                                  | Sí                                           | No proveerá                                  |

#### Afección en el registro de votantes
La Secretaria de Estado de Colorado confirmó que un total de 3.394 votantes (que representan el 0,09% del total de votantes registrados en el estado) cancelaron su registro como respuesta a la petición de información enviada por Kris Kobach. En el Condado de Flagler (Florida) las autoridades electorales publicaron una carta abierta a los votantes después de que recibieran algunas solicitudes para cancelar su registro de votación. En esta carta, las autoridades del condado pretendían convencer a los votantes para que no cancelasen su registro de votación.

### Primera reunión oficial
El Comité se reunió por primera vez el 19 de julio de 2016 en Washington D. C. A pesar de que la tradición dicctara que la primera reunión de una comisión de este tipo se celebrara de forma abierta al público, la PEIC no lo hizo así, aunque la administración sí que facilitó una retransmisión en directo vía streaming. El Presidente Trump, presente en la reunión, comentó que los trabajos de la comisión deberían "seguir justa y objetivamente los hechos dondequiera que conduzcan". Además, también criticó a los estados que se negaron a remitir la información requerida por Kobach, preguntándose de qué tenían miedo.

### Segunda reunión oficial

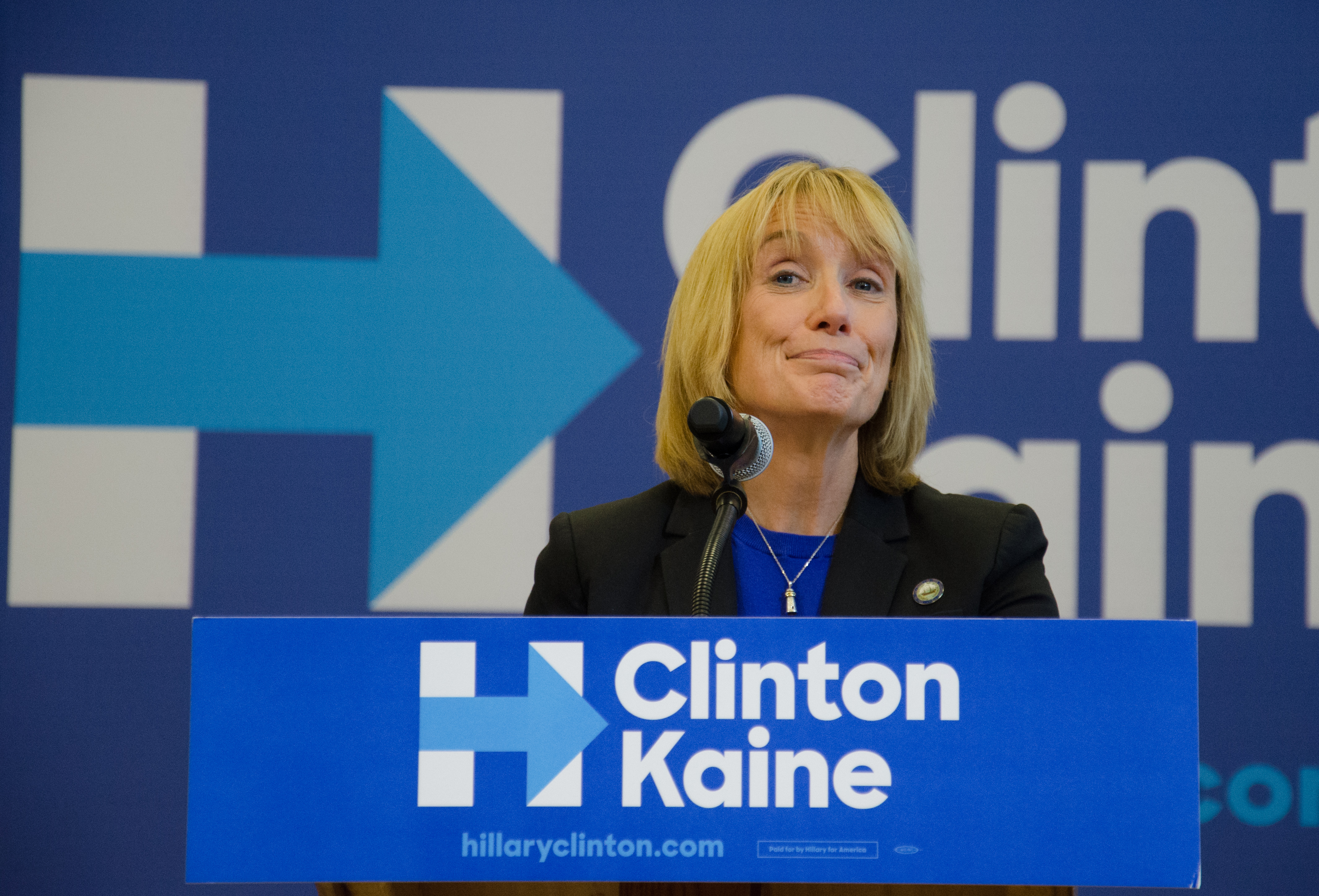
Maggie Hassan en un acto de campaña para Hillary Clinton a las Elecciones Presidenciales de 2016 y al Senado por el Estado de New Hampshire el 7 de octubre de 2016

La segunda reunión del Comité se produjo el 12 de septiembre de 2017 en Mánchester, New Hampshire. Antes de esta reunión, en el mes de febrero, Donald Trump comentó en una reunión con miembros del Senado que perdió las elecciones en este estado debido a que miles de personas fueron llevadas a votar en autobuses desde Massachusetts. Esta afirmación fue más tarde rebatida por los dos senadores del estado, así como por el Comisario encargado de la organización electoral a nivel federal Bill Gardener y por el Secretario de Estado de New Hampshire.
El 7 de septiembre, Kobach escribió en Breitbart News que el fraude electoral influyó tanto en las elecciones presidenciales como en los comicios para ocupar la plaza de senador por el estado. Kobach alegó que es conocido por todos que votantes de otros estados se aprovechan de la ley estatal que permite a los votantes registrarse en el censo el mismo día de los comicios para así votar. "Pero ahora hay pruebas": de los 6.540 votantes que se registraron para votar el día de las elecciones usando un permiso de conducir expedido por otro estado como identificación, solo 1.014 obtuvieron más tarde su permiso de conducir del Estado de New Hampshire hasta el 30 de agosto de 2017. El resto nunca obtuvo dicho permiso y solo unos pocos tenían vehículos registrados en el estado, dejando el número final en 5.513, "un número de personas más que suficiente para hacer cambiar dos elecciones tan importantes". Kobach, asumiendo que esos 5.513 votos eran ilegales, afirmó que en las elecciones al senado "si el 59,2% o más de ellos votaron por la candidata demócrata Maggie Hassan las elecciones estarían entonces amañadas" y "si el 74,8% votaron por Clinton significaría también que las elecciones fueron amañadas"
Otro miembro de la comisión, J. Christian Adams, publicó un artículo similar el mismo día, afirmando que "la inmensa mayoría de los 5.513 votantes ya no se encuentran en New Hampshire". Tanto Kobach como Adams citan en sus afirmaciones a Shawn Jasper, un político republicano y Presidente de la Cámara de Representantes de New Hampshire. Los datos fueron publicados por el Secretario de Estado y el comisario del Departamento de Seguridad del Estado por expresa petición de Jasper. Un portavoz del Presidente de la Cámara de Representantes dijo que la información a la que se referían Kobach y Adams son puros datos y que Jasper "no conoce qué estados expidieron las 6.540 licencias y admitió que estos números podrían incluir a algunos estudiantes universitarios". El Washington Post, que conocía que Kobach  no intentó contactar con los votantes que se identificaron con documentos oficiales de otros estados mencionados en el artículo de Breitbart, fue capaz de localizar rápidamente a tres votantes que no obtuvieron permisos de conducir expedidos por el Estado de New Hampshire. Los tres afirmaron que eran estudiantes universitarios y que usaron el permiso de conducir de sus estados de origen como identificación para votar. El día después de que el artículo de Kobach fuera publicado, la delegación del Congreso de New Hampshire urgió a Gardner a dimitir dado que su actitud restaba credibilidad a la Comisión. Este replicó que permanecería en su puesto por deber cívico.
La reunión fue presidida por Kris Kobach ya que el presidente de la Comisión, Mike Pence, no anunció que no asistiría a la reunión. En a reunión, tanto Gardener como Dunlap rechazaron las afirmaciones de que el voto ilegal influyó en las elecciones de New Hampsire de 2016. Dunlap las calificó de "imprudentes" y señaló que los votantes en New Hampsire no necesitan residir de forma permanente en el estado para votar, sino que únicamente basta con vivir allí de forma temporal. Dunlap dijo: "Creo que es imprudente realizar una acusación de este carácter porque conozco cómo se emiten licencias en todo el país y cómo se llevan a cabo las elecciones. Es un gran ataque hablar en esos términos".
La reunión duró unas seis horas. Tras su finalización, Kobach contó a los periodistas que "si entras y sales el mismo día, eso es fraudulento... Mi punto es que entre los 5.313, probablemente puedes asumir que al menos uno de esos individuos" votó fraudulentamente. Cuando le recordaron que había escrito "Ahora hay pruebas", dijo, "Creo que cuando tienes 5.300 casos, es una prueba virtual de que al menos uno de esos individuos probablemente no se quedó". Añadió, "consigamos los números y veamos a dónde nos llevan y ciertamente no tengo ninguna noción preconcebida sobre ese tema o toda una serie de temas".
John Lott, presidente del Centro de Investigación para la Prevención del Crimen, hizo una presentación a la Comisión, proponiendo que el Sistema Nacional de Verificación Instantánea de Antecedentes Penales sea utilizado para la verificación de los votantes. Dunlap respondió a la propuesta diciendo que el sistema "nunca fue pensado para ser usado como una herramienta electoral", y que usarlo como tal tendría "consecuencias no deseadas".

## Polémica
El experto en legislación electoral Rick Hasen, de la Universidad de California, Irvine, afirmó que la Comisión era "un pretexto con el objetivo de aprobar leyes que dificulten a la gente registrarse para votar" y que no podía haber confianza en lo que el Comité discutía.  En junio de 2017, Hasen escribió un artículo en el que calificaba a la Comisión de "falsa".

#### Demandas
A fecha de julio de 2017, se han contabilizado un total de siete demandas contra la Comisión. Cinco de los demandantes eran organizaciones sin ánimo de lucro, que incluían a la ACLU, el Comité de Abogados por los Derechos Civiles en virtud de la Ley, la National Association for the Advancement of Colored People (NAACP), Public Citizen y el Centro de Información sobre la Privacidad Electrónica (EPIC). Las demandas presentadas por los dos primeros estaban relacionadas con la falta de transparencia de las reuniones de la Comisión, mientras que las presentadas por los dos últimos versaban sobre la recopilación de datos privados por esta comisión. Además de estas demandas, también se registraron numerosas quejas de agencias federales contra dos de los miembros de la comisión.
En respuesta a la demanda presentada por el Centro de Información sobre la Privacidad Electrónica, la Comisión abandonó sus planes de aceptar respuestas a través de la web de intercambio de archivos de acceso seguro del Departamento de Defensa y anunció nuevos planes para utilizar un sistema ya existente de la Casa Blanca. La Comisión pidió a los Estados que se abstuvieran de presentar datos mientras el caso estuviera pendiente. La Comisión también declaró su intención de borrar la información de los votantes de Arkansas, el único estado que oficialmente presenta los datos de los votantes en el sitio web del Departamento de Defensa. El 24 de julio, la jueza Colleen Kollar-Kotelly denegó la solicitud de EPIC de una orden de restricción temporal y un mandamiento judicial preliminar contra la Comisión, dictaminando que ésta no estaba obligada a realizar un examen de la privacidad antes de recopilar datos. El 29 de agosto, el Abogado del Gobierno dijo al juez que la confusión en el Departamento de Justicia había dado lugar a que no se revelaran los documentos pertinentes a los demandantes, y Kollar-Kotelly ordenó al Gobierno que proporcionara una lista de los documentos que quería la Comisión quería mantener en custodia  y cómo cumpliría ésta con las normas de divulgación.
En noviembre de 2017, el Secretario de Estado de Maine, Matthew Dunlap, un miembro demócrata de la comisión, dijo que Kobach se negaba a compartir con él los documentos de trabajo y la información de programación con él y los demás demócratas de la Comisión. Por ello presentó una demanda y en diciembre un juez federal ordenó a la Comisión que entregara los documentos. Dos semanas más tarde, en enero de 2018, la administración Trump disolvió la comisión e informó a Dunlap de que no obedecería la orden judicial de proporcionar los documentos porque la comisión ya no existía. El 3 de agosto de 2018, Dunlap escribió que los documentos que tenía a su disposición no apoyaban las afirmaciones de fraude electoral generalizado. Describió la investigación como "la cosa más extraña en la que he participado. (...)Después de leer esto, veo que no se trataba sólo de investigar las afirmaciones del presidente Trump de que entre tres y cinco millones de personas votaron ilegalmente, sino que el objetivo de la comisión parece haber sido validar esas afirmaciones".
En enero de 2018, en el caso Joyner, el Departamento de Justicia reveló que la Casa Blanca no entregaría ningún dato de los votantes estatales al Departamento de Seguridad Nacional, a pesar de las declaraciones anteriores de la Casa Blanca y de Kris Kobach.

## Disolución
El 22 de junio de 2017, el representante Marc Veasey, del 33º distrito congresional de Texas, presentó un proyecto de ley con el objetivo de negar la financiación a la Comisión. En agosto de 2017, el Líder de la Minoría en el Senado Chuck Schumer escribió un editorial apelando al Presidente a disolver la Comisión y si Trump se negaba, el Senado negaría los fondos para la Comisión.
El 3 de enero de 2018, dos semanas después de la orden judicial que instruía a la comisión a compartir sus documentos de trabajo con sus miembros demócratas, la administración Trump disolvió la comisión. En el anuncio de la disolución, Trump culpó a los estados por no entregar a la comisión la información solicitada sobre los votantes, y aun así mantuvo que había "evidencia sustancial de fraude electoral"  La secretaria de prensa Sarah Huckabee Sanders dijo en una declaración que "en lugar de entablar interminables batallas legales a expensas de los contribuyentes", Trump suprimió la comisión y remitió el asunto al Departamento de Seguridad Nacional. Los expertos en integridad electoral argumentaron que la comisión fue disuelta debido a las demandas, lo que habría llevado a una mayor transparencia y responsabilidad en la comisión y por lo tanto impedido a los miembros republicanos de la comisión de producir un informe falso para justificar las restricciones en el derecho al voto, y que la supervisión por parte de una agencia a nivel de gabinete como el Departamento de Seguridad Nacional podría impedir las reuniones abiertas y las solicitudes de cumplimiento de las leyes de registros públicos.
Tras el anuncio del Presidente, Kobach señaló en una entrevista que "el Departamento de Seguridad Nacional conoce la identidad de todos los que tienen tarjetas de residencia" y visados temporales, y que comparar esos nombres con las listas de votantes del estado sería "inmensamente valioso". "Dijo a varios entrevistadores que "trabajaría estrechamente con la Casa Blanca y el DHS para asegurar que las investigaciones continúen", pero el secretario de prensa en funciones del Departamento de Seguridad Nacional dijo que Kobach no asesoraría ni trabajaría con el Departamento.  El 9 de enero, el director de tecnología de la información de la Casa Blanca declaró, en una declaración adjunta a una moción en la demanda del Comisionado Dunlap contra la Comisión, que los datos de los votantes del estado que la Comisión había reunido no serían enviados al  Departamento de Seguridad Nacional ni a ninguna otra agencia excepto a la Administración Nacional de Archivos y Registros (NARA), conforme a la ley federal y en espera del resultado de las demandas, y que conforme a la ley federal y tras la consulta con NARA la Casa Blanca tenía la intención de destruir todos los datos de los votantes del estado en poder de la disuelta Comisión. El Departamento de Seguridad Nacional ya tiene acceso a los datos de los votantes del estado que la comisión solicitó a los estados.